# Радянська шиншила
Радянська шиншила — порода кролів м'ясо-шкуркового напряму.

## Історія
Кролі породи «Радянська шиншила» були отримані в результаті роботи радянських селекціонерів з 1948 по 1963 рік на фермах Науково-дослідного інституту хутрового звірівництва і кролівництва, радгосп Черепановський Новосибірської області і Анісовський Саратовської області.
Порода кролів Радянська шиншила, виведена методом відтворювального схрещування порід кролів Білий велетень із завезеної з Франції, породою середніх і дрібних кролів Шиншила, (яка в свою чергу була виведена французами в 1913 році). Шляхом подальшого відбору та підбору, спрямованих на збільшення живої маси, скоростиглості та пристосованості до кліматичних умов проведено перетворення малопродуктивних кролів породи шиншила. Порода Радянська шиншила відрізняється великими розмірами шкурок (ніж у шиншили, майже вдвічі), густим, м'яким волосяним покривом (на 50 % більше), великою масою тіла (не менше ніж на 50 %), скоростиглістю (при інтенсивному вирощуванні молодих кролів у віці три з половиною місяці досягають 3 кг при витраті на 1 кг приросту чотири з половиною кормових одиниць) і життєстійкістю.

## Біологічні характеристики
Радянська шиншила вважається найбільшою породою кроликів. Вона високопродуктивна у м'ясошкурковій продуктивності. Кролі Радянська шиншила мають велику конституцію, у них глибока і широка груди, округлий широкий круп, компактне тіло, трохи закруглена спина, голова середніх розмірів з прямостоячими вухами середнього розміру, ноги — міцні, прямі.
У дорослих кролів Радянська шиншила обхват грудей становить 37—44 см, довжина тулуба близько 62—70 см, жива маса досягає від 6 до 7 кг. Молоді кролі у віці чотирьох місяців повинні мати 3,2 кг, живої маси, тварини першого класу близько 4,6 кг, а тварини, що належать до класу еліта старше дев'яти місяців, повинні мати масу відповідно не менше 5,3 кг. У віці від 120 днів вихід чистого м'яса приблизно 58 — 63 %.
Самиці кроликів Радянська шиншила плодовиті та високо молочні, в одному посліді вони приносять вісім і більше кроленят. При народженні кроленя важить близько 75 г. У два місяці 1,7—1,8 кг. У молодих кроленят густий волосяний покрив, пишний, з м'якою остю.
Кролики породи радянської шиншили скоростиглі, витривалі, добре пристосовані до зміни клімату і до кормів різних районів. Ростуть вони швидко, особливо в перші тижні свого життя.
Як і замислювалося селекціонерами, кролик породи Радянська шиншила дає м'яке, красиве, пухнасте хутро і смачне ніжне м'ясо.

## Хутро
Хутро густе, красиве, блакитно-сріблястого кольору, з наявними на ньому звивистими лініями темного забарвлення, неоднорідний, але зональний.
Кролики породи Радянська шиншила, добре пристосовані до кліматичних і кормових умов різних районів нашої країни. Типові для кроликів Радянської шиншили ознаки: біле кільце і темні кінчики остьових волосків створюють у кольорі химерні переходи. У розетці знаходиться п'ять зон забарвлення: блакитно-сірий, чорний, білий, темно-сірий і світло-сірий. Шкурки радянської шиншили використовуються в натуральному вигляді. По густоті й забарвленню хутра радянська шиншила знаходиться на другому місці після чорно-бурої породи.
Забарвлення кроликів породи Радянська шиншила, найчастіше буває темно-сріблястим з блакитним відтінком, на хребті, боках і грудей забарвлення темніший, а на череві, нижньому боці хвоста і внутрішній стороні ніг світліший. На потилиці світлий клинчик, очі вишнево-коричневі, обведені світлою облямівкою.
У кроликів Радянська шиншила існують характерні ознаки волосяного покриву. Направляючі й остьові волоски біля основи блакитно-сірого забарвлення, у остьові волоски слідують один за одним зонами: темно-сіра, світла, сріблясто-біла, далі йде чорне волосся напрямних волосків. Кінці напрямних і остьових волосків мають темний колір, що надає хутру жвавість і своєрідну гру кольору.
Малюнок, утворений чергуванням сірого, блакитного і чорного кольору волосся, називають муаровою. По густоті волосся радянська шиншила поступається тільки чорно-бурій породі.
Шкурки кролів породи Радянська шиншила високо цінуються за оригінальне забарвлення, гарну опушеність і розміри. Їх використовують при виробництві хутряних виробів у природному вигляді або імітують під хутро цінних хутрових звірів.